# Chilothorax kukunorensis
Chilothorax kukunorensis är en skalbaggsart som beskrevs av Semenov 1898. Chilothorax kukunorensis ingår i släktet Chilothorax och familjen Aphodiidae. Inga underarter finns listade i Catalogue of Life.